# Pál levele a filippieknek

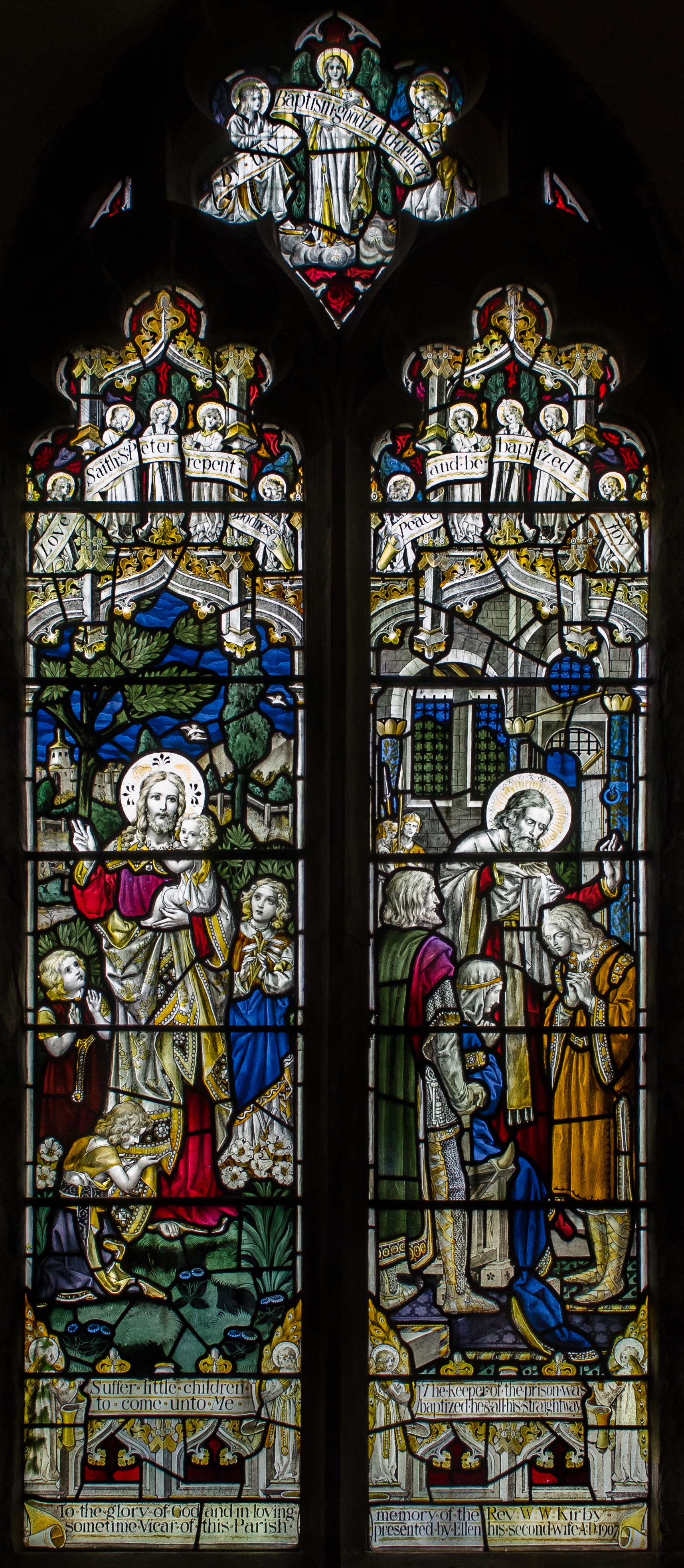
Pál és Szilás, Szent Péter és Pál templom, Appledore, Kent

Pál levele a filippibeliekhez a Biblia újszövetségi iratainak részét képező levél.
A szerző valóban Pál apostol, aki két missziós útján is térített a városban.

## A levél címzése, szerző
Az északkelet-makedóniai Filippi városban élő keresztények számára íródott. A levél szerzője Pál apostol. Keletkezését az 50-es évek közepére vagy a 60-as évek elejére teszik.

## Történelmi háttér
A város II. Fülöpről (Nagy Sándor apjáról) kapta a nevét. A rómaiak Kr. e. 168-ban hódították meg Filippit, majd később római településsé és katonai állomássá alakították. Az Apostolok cselekedetei is római tartományként hivatkozik a városra. Pál először Kr. u. 51-ben jutott el ide, miután egy látomás kapcsán elindult Makedónia fele. Harmadik missziós útja során újra meglátogatta az itt alakult gyülekezetet. A filippibeliekhez írt levelet Rómából írta Pál, miközben a császár ítéletét várta.

## A levél tartalma
A levél elsősorban gyakorlatias útmutatásokat tartalmaz és kevés teológiai tanítást. Ennek ellenére ebben a levélben található a Biblia egyik legjelentősebb tanítása Jézus Krisztusról (2,5-11). A levél fő motívuma a Krisztushoz hasonlóvá válás, ami a lelki növekedés meghatározó elemeként és Pál életének a szenvedélyeként jelenik meg (3,12-14). Habár Pál a levelet a fogságból írja, a levél mégis meglepően vidám hangvételű („örüljetek az Úrban mindenkor”).

### A levél szerkezete
1. Bevezetés

Köszöntés (1,1-2)
Hálaadás és ima a filippibeliekért (1,3-11)
Pál helyzete a fogságban (1,12-1,26)
2. Tartalom

A Filippiben élő keresztények bátorítása és Krisztus példája (1,27-2,18)
Pál elküldi Timóteust és Epafroditoszt Filippibe (2,19-2,30)
Figyelmeztetés a tévtanítók ellen és Pál példája (3,1-3,21)
3. Befejezés

Intések, kihívások (4,1-4,9)
Köszönetnyilvánítások (4,10-4,20)
Köszöntések (4,21-4,23)

## Földrajzi és kulturális háttér
Filippi Makedóniának az első római települései közé tartozott. A lakosok átvették a latin nyelvet, a római szokásokat, és büszkék voltak kiváltságos jogaikra, amit római állampolgárokként élvezhettek. Mivel Filippi nem kereskedelmi város, hanem elsősorban katonai állomás volt, valószínűleg nem lakott benne elég zsidó ahhoz, hogy zsinagóga is legyen a városban.

### A filippibeli gyülekezet
A gyülekezetet Pál a második missziós útján alapította. Az első megtérők egy Lídia nevű bíborárus és egy börtönőr voltak. A gyülekezet tagjai kezdetben valószínűleg a Lídia otthonában gyűltek össze. A gyülekezet bőkezűen támogatta Pált és a jeruzsálemi gyülekezetet. Amikor Pál fogságba került, akkor elküldték hozzá Epafroditoszt, hogy a segítségére lehessen.

## Lásd még
- Újszövetség
- Biblia
- Pál apostol

## Külső hivatkozások
- A filippiekhez írt levél teljes szövege